# Route du Rhum

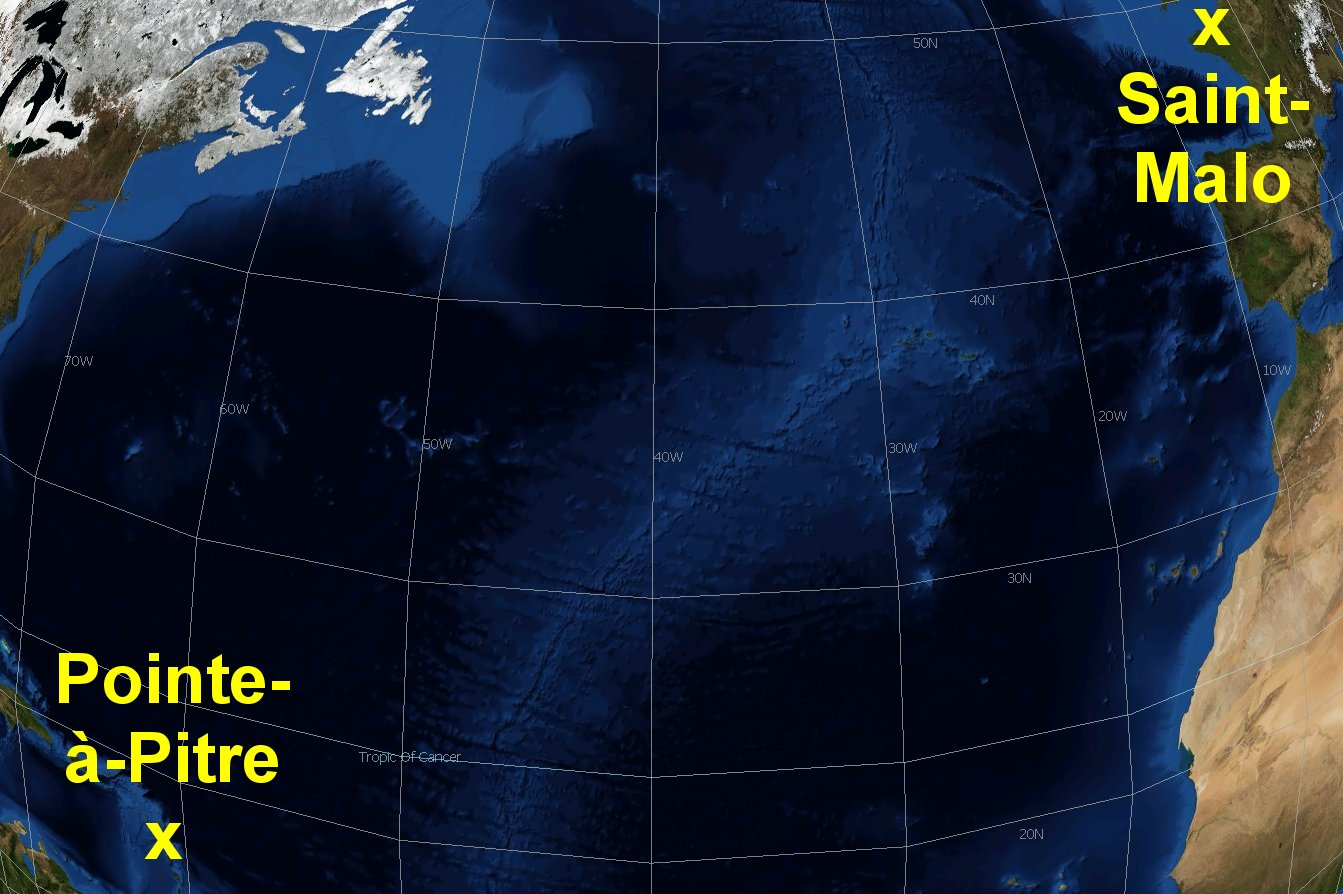

Route du Rhum je závod plachetnic s jednočlennou posádkou, který se jezdí od roku 1978 jednou za čtyři roky na přelomu října a listopadu. Trasa závodu křižuje Atlantský oceán a měří okolo 6500 kilometrů. Vyplouvá se ze Saint-Malo v Bretani, cílem je Pointe-à-Pitre na ostrově Guadeloupe v Malých Antilách. Závodí se v pěti kategoriích podle velikosti a typu lodí. Traťový rekord vytvořil v roce 2014 Francouz Loïck Peyron, který závod absolvoval za 7 dní, 15 hodin, 8 minut a 32 sekund.

## Seznam vítězů v absolutní klasifikaci
- 1978 Michael Birch (Kanada)
- 1982 Marc Pajot (Francie)
- 1986 Philippe Poupon (Francie)
- 1990 Florence Arthaudová (Francie)
- 1994 Laurent Bourgnon (Švýcarsko)
- 1998 Laurent Bourgnon (Švýcarsko)
- 2002 Michel Desjoeaux (Francie)
- 2006 Lionel Lemonchois (Francie)
- 2010 Frank Cammas (Francie)
- 2014 Loïck Peyron (Francie)